# Jorge Perugorría
Jorge Perugorría  Rodríguez est un nom espagnol. Le premier nom de famille, en général paternel, est Jorge Perugorría ; le second, en général maternel, souvent omis, est Rodríguez.
Jorge Perugorría Rodríguez (également connu sous le pseudonyme de Pichi), né le 13 août 1965 à La Havane dans le quartier de Wajay, est un acteur cubain.

## Biographie
Jorge Perugorría est considéré comme l’un des acteurs cubains les plus réputés depuis son rôle de Diego dans Fresa y Chocolate (Fraise et Chocolat, réalisé par Tomás Gutiérrez Alea et Juan Carlos Tabío). Il a joué dans le film Che de Steven Soderbergh, avec Benicio del Toro. Aujourd’hui, il vit à Santa Fe, un quartier voisin situé à la périphérie de La Havane, avec sa femme Elsa Maria Lafuente de la Paz (« Elbita ») et leurs quatre enfants.
Quand il était plus jeune, Perugorría a étudié l’ingénierie civile jusqu'à ce qu'il s'oriente vers le théâtre : il interpréta Shakespeare avec la troupe Olga Alonso et joua dans The Glass Menagerie (La Ménagerie de verre) avec la troupe Rita Montaner. Au début des années 1990, Jorge Perugorría a contribué à la fondation du Théâtre Public de La Havane, dont la première pièce présentée fut The Maids ( Les Bonnes ) de Jean Genet. Dans cette pièce, Jorge Perugorría interprétait le personnage de Clara, pour lequel il s’était entraîné à féminiser sa gestuelle. Cela le mena à sa première expérience au cinéma.
Jorge Perugorría a joué dans plusieurs séries télé ou courts-métrages, mais son premier succès au cinéma fut Fresa y Chocolate (Fraise et Chocolat), dans lequel il jouait le personnage de Diego, un jeune homme homosexuel qui rencontre un étudiant en droit hétérosexuel appelé David. Le film, qui traite intelligemment de tolérance et de sexualité, remporta beaucoup de prix et fit de Perugorría l’un des acteurs les plus réputés de Cuba. Depuis, Perugorría a joué dans près de 50 films - dont Che de Steven Soderbergh - et a aussi réalisé quelques films. Face à cette possibilité qui lui était offerte de poursuivre sa carrière à Hollywood, Perugorría refusa de « trahir » son pays et continua donc à faire des films cubains.
En tant qu’artiste pluridisciplinaire, Perugorría n'est pas seulement acteur, mais s’intéresse aussi à d’autres formes d’arts telles que la peinture, la musique, etc.

## Filmographie

### Comme acteur
- 1993 : Fraise et Chocolat - Tomás Gutiérrez Alea et Juan Carlos Tabío  (rôle de Diego)
- 1995 : Guantanamera - Tomás Gutiérrez Alea et Juan Carlos Tabío (rôle de Mariano)
- 1995 : Cachito (rôle de Manolo)
- 1996 : Edipo Alcalde, J. Ali Triana
- 1997 : Life according to Muriel, Ewa Milewicz
- 1997 : Bámbola (rôle de Furio)
- 1998 : Sidoglio Smithee (rôle de Juanito Semen)
- 1999 : Quand tu me reviendras
- 1999 : By my side again, Gracia Querejeta
- 1999 : Quand tu me reviendras de Gracia Querejeta
- 2000 : Turbulence
- 2000 : Tierra del fuego (Terre de feu) : rôle de Julius Popper
- 2000 : Liste d'attente
- 2001 : Vajont - La diga del disonore (la Folie des hommes), Renzo Martinelli, (rôle d'Olmo Montaner)
- 2002 : Rencor
- 2002 : Nowhere, Luis Sepúlveda, (rôle de Pedro Riquelme)
- 2002 : Caribe, E.Ramirez
- 2005 : Reinas (rôle de César)
- 2006 : Una rosa de Francia
- 2007 : The Heart of the Earth
- 2007 : La Noche de los Inocentes (rôle de Frank)
- 2008 : Óscar. Una pasión surrealista (rôle de Román)
- 2008 : La Mala de Pedro Pérez Rosado et Lilian Rosado González
- 2008 : Che : L'Argentin de Steven Soderbergh
- 2008 : Che : Guerilla de Steven Soderbergh
- 2010 : Afinidades de lui-même et Vladimir Cruz
- 2012 : 7 jours à La Havane segment de Juan Carlos Tabío
- 2014 : Retour à Ithaque de Laurent Cantet : Eddy
- 2014 : La pared de las palabras
- 2014 : Vestido de novia : Lázaro
- 2014 : Boccaccerías Habaneras
- 2014 : Tarde para Ramón : Ramón
- 2014 : La muerte del gato : Ral
- 2015 : Kimura : Manfredo
- 2015 : Viva : Ángel
- 2016 : Refugio : Juan
- 2016 : Cuatro estaciones en La Habana : Teniente Mario Conde

### Comme réalisateur
- Habana abierta, 2003
- Afinidades[1], coécrit et coréalisé avec Vladimir Cruz (film d'ouverture du Festival international de la Havane), 2011
- Amor crónico, 2012

## Distinctions
- 1993 : Premier Prix au Festival du cinéma de La Havane
- 1994 : Grand prix du jury à la Berlinale
- 1995 : Premier acteur cubain à être nommé pour les Oscar du cinéma